# Юрьево (Могилёвская область)
Ю́рьево (бел. Юр'ева) — деревня в составе Ковалевского сельсовета Бобруйского района Могилёвской области Республики Беларусь.

## История
В 1693 году упоминается как деревня Жеребцы в Речицком повете ВКЛ.

## Население
- 1999 год — 152 человека
- 2010 год — 106 человек